# Królestwo Chorwacji
Królestwo Chorwacji (chorw. Kraljevina Hrvatska lub Hrvatsko Kraljevstvo; łac. Regnum Croatiae lub Regnum Croatorum), także Królestwo Chorwatów (chorw. Kraljevstvo Hrvata, łac. Regnum Croatorum) – średniowieczne królestwo, które obejmowało obszar dzisiejszej Chorwacji i Bośni i Hercegowiny na Bałkanach.

## Historia
Królestwo Chorwacji powstało w 925, kiedy to papież Jan X koronował Tomisława Chorwackiego i istniało jako niezależny podmiot polityczny przez blisko dwa stulecia. Historia królestwa obfitowała w konflikty z Republiką Wenecką, Bułgarią, Węgrami i, okazjonalnie, z papiestwem. W 1102 roku, po kryzysie sukcesyjnym rodzimej dynastii Trpimirowiczów Chorwacja de facto straciła swoją niepodległość w następstwie unii personalnej z Królestwem Węgier.
1 stycznia 1527 chorwacki sejm (sabor) w Cetin, po śmierci władcy Węgier i Chorwacji Ludwika II Jagiellończyka wybrał na króla Ferdynanda I Habsburga. Nowa dynastia panowała w Chorwacji do 1918 roku.
Po roku 1849 Królestwo Slawonii i Królestwo Chorwacji zostały uznane jako oddzielne kraje koronne Cesarstwa Austriackiego. Zgodnie z węgiersko-chorwackim porozumieniem zawartym w 1868, Królestwo Slawonii wraz z Królestwem Chorwacji (początkowo także wraz z Królestwem Dalmacji, stąd pozostała nazwa) jako „Trójjedyne Królestwo Chorwacji, Slawonii i Dalmacji” stała się Krajem Korony św. Stefana (węgierskiej części dualistycznej monarchii Austro-Węgier), zachowując jednakże pewną dozę suwerenności np. posiadało pełną autonomię w sprawach administracji, sądownictwa, wyznania czy szkolnictwa.
Królestwo Chorwacji istniało w ramach tego królestwa de iure do 1918 roku.